# Ramlibacter henchirensis
Ramlibacter henchirensis es una bacteria gramnegativa del género Ramlibacter. Fue descrita en el año 2003. Su etimología hace referencia a piedra. Es aerobia y móvil por deslizamiento. Tiene un tamaño de 0,2 μm de ancho por 3 μm de largo. Es pleomórfica, pudiendo mostrarse con forma cocoide (quistes) o de bacilo. En la forma de quistes es resistente a la desecación. Forma colonias entre amarillas y anaranjadas en agar TSA tras 15 días de incubación. Catalasa y oxidasa positivas. Temperatura óptima de crecimiento de 30 °C. Se ha aislado de suelo desértico en Túnez.